# Sisarahili Sisambalahe
Sisarahili Sisambalahe is een bestuurslaag in het regentschap Gunungsitoli van de provincie Noord-Sumatra, Indonesië. Sisarahili Sisambalahe telt 521 inwoners (volkstelling 2010).